# آنا ماجا هنريكسون
آنا ماجا هنريكسون (مواليد 7 يناير 1964) هي سياسية فنلندية تشغل منصب وزيرة العدل منذ ديسمبر 2019 في حكومة سانا مارين.